# Скотт, Хейзел
Хейзел До́роти Скотт (англ. Hazel Dorothy Scott) (11 июня 1920 — 2 октября 1981) — американская джазовая и классическая пианистка, певица, а также актриса, сыгравшая саму себя в нескольких голливудских фильмах. Первая афро-американка, имевшая своё шоу на телевидении под названием Шоу Хейзел Скотт (англ. The Hazel Scott Show). Самая высокооплачиваемая джазистка середины минувшего века. Оказала огромное влияние на права афро-американцев в шоу-бизнесе и за его пределами. Как и многие ее коллеги в шоу-бизнесе, пострадала в 1950-е годы во времена т. н. «красной угрозы», когда ее заподозрили в связях с Коммунистической партией. Вынуждена была в связи с этим в конце 1950-х переехать в Париж и жить во Франции, вернувшись в Соединенные Штаты только в 1967 году.

## Биография

### Ранние годы
Родилась в Порт-оф-Спейн — столице Республики Тринидад и Тобаго 11 июня 1920 года . Была единственным ребенком в семье Р. Томаса Скотта, английского ученого из Ливерпуля, переехавшего в английскую колонию в Вест-Индии, и Альмы Лонг Скотт, преподавательницы и исполнительницы классической музыки. Уже в раннем возрасте Хейзел проявила задатки вундеркинда и абсолютный слух. Когда мать Хейзел обнаружила талант дочери, она решила сосредоточиться на ее музыкальной карьере. В четырехлетнем возрасте Хейзел с мамой и бабушкой переехала в Нью-Йорк. Покорив необычайной одаренностью одного из профессоров известной Джульярдской музыкальной школы, в возрасте 8 лет она получила стипендию в этом престижном заведении, хотя минимальный возраст для поступления был 16 лет. Мать Хейзел научилась играть на саксофоне и начала выступать в женских оркестрах, которые были очень популярны в то время. И в скором времени создала свой собственный — «Альма джаз-бэнд», где Хейзел, еще будучи подростком, начала играть на трубе и пианино.

### Карьера
К своим 16-ти Хейзел Скотт уже регулярно выступает на радио и завоёвывает репутацию «виртуозного классика» . В середине 1930-х она выступает в нью-йоркском Roseland Dance Hall c Оркестром Каунта Бейси и имеет невероятный успех. Она начинает играть в музыкальных постановках на Бродвее.
В 30-е и 40-е годы Скотт исполняет джаз, блюз, баллады, популярную музыку (в то время это бродвейские мелодии и буги-вуги) и классическую музыку в разных ночных клубах. Фирменным стилем Скотт было исполнение классики в стиле джаз. До нее это делали и другие исполнители, но никто так профессионально не владел классическим исполнением и умением свинговать одновременно, как она. В 1939 году она выступает на Всемирной выставке в Нью-Йорке. С 1939 по 1943 год — она главная знаменитость в Café Society, первого ночного клуба Нью-Йорка, куда допускали смешанную публику. А получилось это благодаря Билли Холлидей, которая пела в этом клубе. Когда она вынуждена была завершить свой контракт, то настояла на том, чтобы вместо нее в клубе начала петь Хейзел. Хейзел становится главной достопримечательностью клуба.
Наряду с Леной Хорн, Скотт — одна из первых вест-индских негритянок, получающих престижные роли в главных голливудских фильмах. Она сыграла в таких фильмах, как, например, I Dood It (MGM 1943), Broadway Rhythm (MGM 1944), The Heat’s On (Columbia 1943), где она была единственной черной актрисой и где она совершенно фантастически импровизирует на двух роялях одновременно при помощи вращающегося стула, а также в фильмах Something to Shout About (Columbia 1943), и Rhapsody in Blue (Warner Bros 1945).
В 1941 и 43-м году она выступает в Карнеги Холл с концертом под названием «От Баха до Буги-Вуги».
Скотт — первая афро-американка, у которой собственное шоу на телевидении Хейзел Скотт Шоу, первый выпуск которого выходит 3 июля 1950 года. Шоу выходит три раза в неделю и длится 15 минут.
К 1945 году она зарабатывает 75 000 долларов (сегодня 1 019 501) в год.

### Борьба за права чёрных
Скотт с давних пор боролась за права человека, особенно в Голливуде. Она отказывалась браться за роли «поющей домохозяйки». К тому же она требовала возможность самой выбирать наряд для роли из собственного гардероба, если предоставляемый ей костюм казался ей неподходящим и подчеркивающим ее афро-американскую принадлежность. Окончательный разрыв с Colombia Pictures включал формулировку «платье, в котором белые привыкли видеть чёрных». Она также отказывалась петь в местах, которые предназначались только для белых, или в которых места были поделены между чёрными и белыми. «Почему кто-то хочет меня, чёрную, послушать, но не хочет сидеть рядом с такими же, как я?» — говорила она журналу Таймз.
в 1949 году Скотт подала иск против владельцев ресторана в  Паско, шт. Вашингтон, когда официантка отказалась обслуживать ее и ее приятельницу, поскольку «они были чёрными». Победа Скотт воодушевила афро-американцев в городе Спокан, Вашингтон бороться против расовой дискриминации, а также дала толчок для правозащитных организаций «заставить законодателей шт. Вашингтон принять Закон об общественных местах» в 1953 году.

### Маккартизм
В 1950-м с приходом в телеиндустрию «красной угрозы» имя Скотт появилось в памфлете Red Channels о влиянии коммунистов на телевидение и радио. Ее, как и других 151 деятеля культуры и шоу-бизнеса, подозревали в связях с коммунистической партией США. Во времена коммунистической истерии холодной войны попадания в Красные каналы было достаточно для того, чтобы потерять работу и попасть в чёрные списки. Чтобы защитить свою карьеру, Скотт по собственной инициативе предстала перед Комиссией палаты представителей конгресса США по расследованию антиамериканской деятельности отстоять свои права. Она опровергла связь с коммунистической партией, но осудила составление Красных каналов.
Неделю спустя ее программу на телевидении закрыли. Ее востребованность, а значит, и популярность начала стремительно падать. Трещал по швам ее брак.

### Париж
Чтобы избежать политического преследования в США в конце 1950-х Скотт с сыном переехала в Париж. Она снялась во французском фильме Le Désordre et la Nuit (1958), продолжала выступать во Франции и гастролировать по Европе и выпускать альбомы. В 1963 году она присоединилась к митингующим перед американским посольством в Париже против расизма в Америке. Она не вернулась в США до 1967 года. К этому времени движение Движение за гражданские права чернокожих в США привело к принятию законодательства, положившему конец расовой сегрегации и усилению защиты избирательных прав всех граждан.

### Последние годы
В Нью-Йорке Скотт продолжала иногда играть в ночных клубах и появляться на телевидении до последнего дня своей жизни. Но уже не имела того ошеломительного успеха и той популярности, которая была до ее отъезда. В моду вошли уже другие музыкальные стили.
2 октября 1981 года Хейзел Скотт умерла от рака в больнице Маунт-Синай на Манхэттене. Ей был 61 год. Похоронена на Кладбище Флашинг в районе Куинс, Нью-Йорк, рядом с другими музыкантами — Луи Армсторнгом, Джонни Ходжесом, Диззи Гиллеспи (который умер в 1993).

## Личная жизнь
В 1945 Скотт, будучи католичкой, вышла замуж за баптиста Адама Клэйтона Пауэлла (младшего), первого чёрного конгрессмена США. Их свадьба была грандиозным светским событием. Это была самая известная чёрная пара в Америке. Они разошлись в 1960 году. В 1961 году Скотт вновь вышла замуж за Эцио Бедина, швейцарского комедианта.
Под влиянием Диззи Гиллеспи Хейзел Скотт приняла веру бахаи.

## Наследие
Скотт была всемирно известной исполнительницей джаза. Она умела сочетать в своем исполнении разнообразные жанры. Умело свинговала, играя классику, и обладала прекрасным сильным голосом. Скотт играла со всеми великими, снималась в музыкальных фильмах в роли самой себя, стала самой высокооплачиваемой джазисткой середины минувшего века и первой женщиной с кожей цвета шоколада, у которой было собственное телешоу. Посетителей ночных клубов она завораживала импровизированными трактовками сочинений Баха, Шопена, Листа и Рахманинова, ловко вплетая в них фирменные синкопы. «Там, где другие убивают классику, Скотт просто совершает поджог», — писал о ней журнал TIME. Ее альбом Relaxed Piano Moods считается сегодня у критиков самым успешным ее альбомом. Привлекательная, сильная, уверенная в себе, она смело отстаивала свои права и воодушевляла других афро-американцев бороться за свои. Она оказала существенное влияние на политику, пробивая дорогу афро-американцам в киноиндустрию и шоу-бизнес. Она боролась за то, чтобы ее чёрные коллеги получали такую же зарплату, что и белые. Она отказывалась петь в местах, предназначенных только для белых, или где было четкое разделение мест для белых и чёрных. Она отказывалась играть образ стереотипной афро-американки на сцене и в кино. Она была идейным вдохновителем в борьбе за права чёрных.